# Isla Uvita
Isla Uvita är en ö i Costa Rica.   Den ligger i provinsen Limón, i den östra delen av landet, 120 km öster om huvudstaden San José.